# Jiří Pospíšil
Jiří Pospíšil (ur. 24 listopada 1975 w Chomutovie) – czeski prawnik i polityk, minister sprawiedliwości w rządach Mirka Topolánka (2006–2009) oraz Petra Nečasa (2010–2012), poseł do Parlamentu Europejskiego VIII i IX kadencji, przewodniczący partii TOP 09 (2017–2019).

## Życiorys
W 1999 ukończył studia na Wydziale Prawa Uniwersytetu Zachodnioczeskiego w Pilźnie. W 2002 uzyskał doktorat z zakresu prawa. Od 2000 pracował na uczelni jako asystent. W latach 2009–2010 pełnił funkcję dziekana macierzystego wydziału.
W 1994 został członkiem Obywatelskiego Sojuszu Demokratycznego, w 1998 wstąpił do Obywatelskiej Partii Demokratycznej. W 1998 organizował Zrzeszenie Młodych Konserwatystów w Pilźnie. W 2000 uzyskał mandat radnego sejmiku kraju pilzneńskiego, zaś w 2002 został członkiem Izby Poselskiej. W 2003 wybrano go na ministra sprawiedliwości w gabinecie cieni ODS. W 2005 został członkiem rady wykonawczej partii, a w 2010 jej wiceprzewodniczącym. W 2006, 2010 i 2013 uzyskiwał reelekcję do Izby Poselskiej.
Od 4 września 2006 do 9 stycznia 2007 był ministrem sprawiedliwości i przewodniczącym Rady Legislacyjnej w pierwszym rządzie Mirka Topolánka, następnie zaś od 9 stycznia 2007 do 8 maja 2009 ministrem sprawiedliwości w jego drugim gabinecie. 13 lipca 2010 ponownie objął funkcję ministra – tym razem w rządzie Petra Nečasa. 27 czerwca 2012 został zdymisjonowany przez premiera Petra Nečasa, którego oficjalne uzasadnienie tej decyzji (rzekome nieprzestrzeganie ograniczeń budżetowych przez ministra) było wielokrotnie kwestionowane przez media i polityków.
W 2014 Jiří Pospíšil wystąpił z Obywatelskiej Partii Demokratycznej, podejmując współpracę z ugrupowaniem TOP 09. W tym samym roku z listy koalicji TOP 09 i STAN uzyskał mandat eurodeputowanego VIII kadencji. W listopadzie 2017 został nowym przewodniczącym partii TOP 09. W wyborach lokalnych w 2018 i 2022 uzyskiwał mandat radnego Pragi.
W 2019 z powodzeniem ubiegał się o reelekcję w wyborach europejskich. W listopadzie tegoż roku na czele partii zastąpiła go Markéta Pekarová Adamová.